# Phaloesia
Phaloesia é um gênero de traça pertencente à família Arctiidae.